# Swiss Global Air Lines
Swiss Global Air Lines (até fevereiro 2015 Swiss European Air Lines) é uma companhia aérea com sede em Basileia na Suíça e com hub no aeroporto de Zurique. É uma subsidiária da Swiss International Air Lines e, portanto, faz parte do Grupo Lufthansa e da Star Alliance. 
Realiza em nome da marca Lufthansa e Swiss vôos regionais europeus. A operadora que utiliza 18 BAe 146, vai integrar na sua frota os Boeing 777-300ERs a partir de fim de 2016. Assim que as licenças comerciais e de operação forem emitidas pela autoridade nacional de aviação civil, denominada ‘Gabinete Federal Suíço da Aviação Civil’, a assinatura “Operated by Swiss European Air Lines” será gradualmente substituída por “Operated by Swiss Global Air Lines”.
A empresa mãe, a Swiss opera voos para 104 destinos distribuídos por 48 países e transporta cerca de 16 milhões de passageiros por ano. 

## Frota

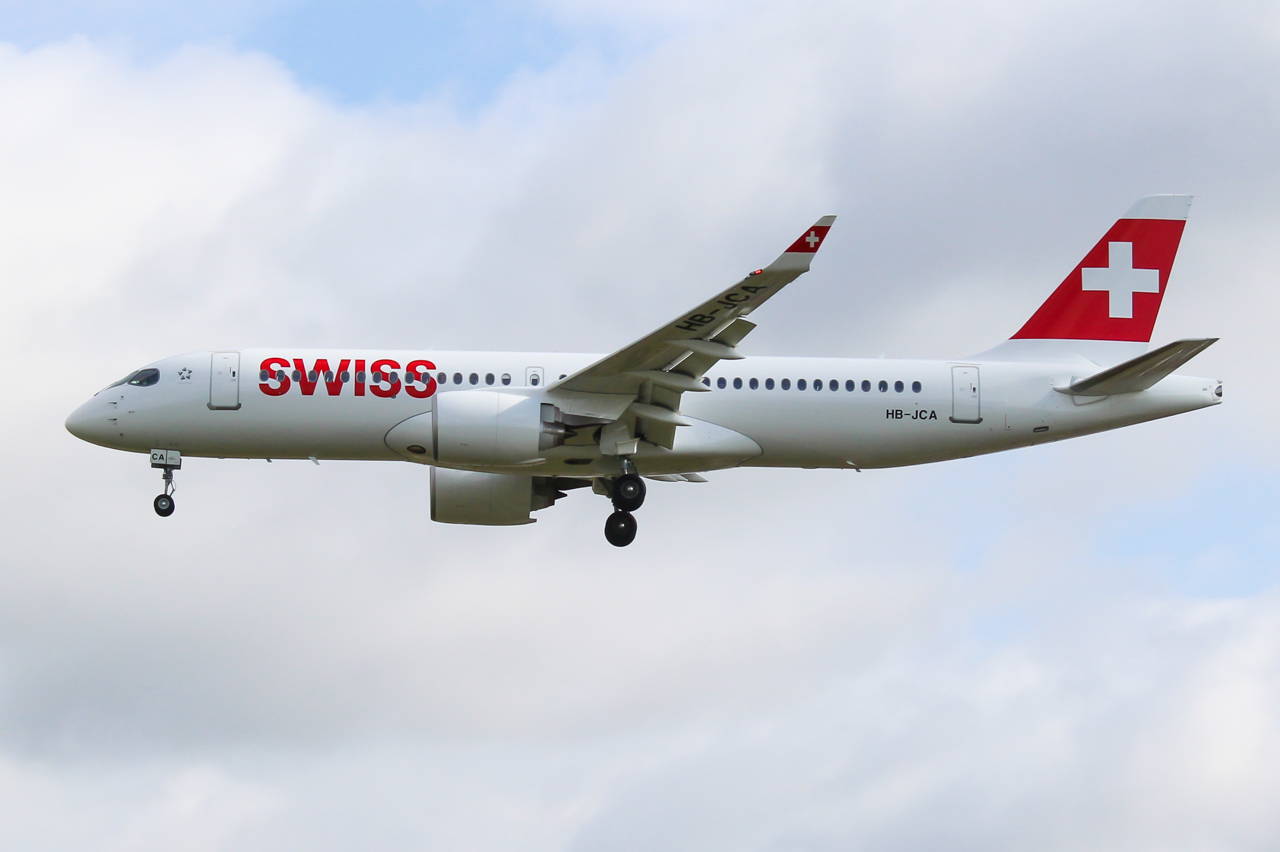
Bombardier CS300 da Swiss Global Air Lines.

- 8 Boeing 777-300ER
- 8 Bombardier CS100
- 6 Bombardier CS300